# Dusona pugillator
Dusona pugillator là một loài tò vò trong họ Ichneumonidae.